# Pukarzów (wieś w województwie lubelskim)
Pukarzów – wieś w Polsce położona w województwie lubelskim, w powiecie tomaszowskim, w gminie Łaszczów.
W latach 1975–1998 miejscowość położona była w województwie zamojskim.
Wieś stanowi sołectwo gminy Łaszczów. Według Narodowego Spisu Powszechnego z roku 2011 wieś liczyła 575 mieszkańców. W skład sołectwa Pukarzów wchodzi także kolonia Pukarzów-Kolonia.
Wierni Kościoła rzymskokatolickiego należą do parafii Matki Bożej Królowej Świata w Grodysławicach.

## Części wsi
| SIMC    | Nazwa     | Rodzaj    |
| ------- | --------- | --------- |
| 0894032 | Gościniec | część wsi |
| 0894049 | Podbłotek | część wsi |

## Historia
Wieś wzmiankowana w źródłach w roku 1396. W roku 1428, manifestując swą jurysdykcję nad ziemią bełską, Władysław II Jagiełło przenosi wieś będącą własnością Jana Kwaczały-Nieborowskiego na prawo niemieckie, którą to wieś otrzymał jeszcze od Ziemowita V. W 1484 należała do Wacława Kwaczały Nieborowskiego herbu Prawda, kasztelana, a następnie wojewody bełskiego. W roku 1502 w działach rodzinnych wieś otrzymuje Mikołaj Nieborowski syn Sasina Nieborowskiego (brata Wacława). Po Nieborowskich – w połowie XVI wieku, właścicielami stali się Drohiczańscy (wówczas wieś miała 4¼ łana co stanowiło 71,4 ha gruntów uprawnych), a w II połowie XVII wieku – Prusinowscy. W drugiej połowie XVIII wieku wieś przechodzi do Rostkowskich. W 1880 r. dobra te były w ręku hrabiów Fredrów, a później przeszły do hrabiego Aleksandra Szeptyckiego. W XIX w. funkcjonowała we wsi duża gorzelnia, w 1896 roku produkująca 28 tysięcy wiader spirytusu.
Według spisu miast, wsi, osad Królestwa Polskiego z 1827 roku wieś liczyła 49 domów i 328 mieszkańców.
Według spisu powszechnego z roku 1921 było tu 107 domów oraz 591 mieszkańców, w tym 5 Żydów oraz zaledwie 1 Ukrainiec. Wieś podlegała administracyjnie ówczesnej gminie Rachanie